# Ida-Theres Nerell
Ida-Theres Nerell (nacida Ida-Theres Karlsson, Boden, 18 de abril de 1983) es una deportista sueca que compitió en lucha libre.
Ganó cuatro medallas en el Campeonato Mundial de Lucha entre los años 2002 y 2011, y siete medallas en el Campeonato Europeo de Lucha entre los años 2001 y 2011.
Participó en dos Juegos Olímpicos de Verano, ocupando el cuarto lugar en Atenas 2004 y el quinto lugar en Pekín 2008.

## Palmarés internacional
| Campeonato Mundial | Campeonato Mundial    | Campeonato Mundial | Campeonato Mundial |
| Año                | Lugar                 | Medalla            | Categoría          |
| ------------------ | --------------------- | ------------------ | ------------------ |
| 2002               | Calcis (Grecia)       | Medalla de bronce  | 55 kg              |
| 2006               | Cantón (China)        | Medalla de bronce  | 55 kg              |
| 2007               | Bakú (Azerbaiyán)     | Medalla de plata   | 55 kg              |
| 2011               | Estambul (Turquía)    | Medalla de bronce  | 55 kg              |
| Campeonato Europeo |                       |                    |                    |
| Año                | Lugar                 | Medalla            | Categoría          |
| 2001               | Budapest (Hungría)    | Medalla de plata   | 56 kg              |
| 2002               | Seinäjoki (Finlandia) | Medalla de plata   | 55 kg              |
| 2004               | Haparanda (Suecia)    | Medalla de oro     | 55 kg              |
| 2005               | Varna (Bulgaria)      | Medalla de oro     | 59 kg              |
| 2007               | Sofía (Bulgaria)      | Medalla de oro     | 59 kg              |
| 2008               | Tampere (Finlandia)   | Medalla de oro     | 59 kg              |
| 2011               | Dortmund (Alemania)   | Medalla de oro     | 55 kg              |